# Guindola

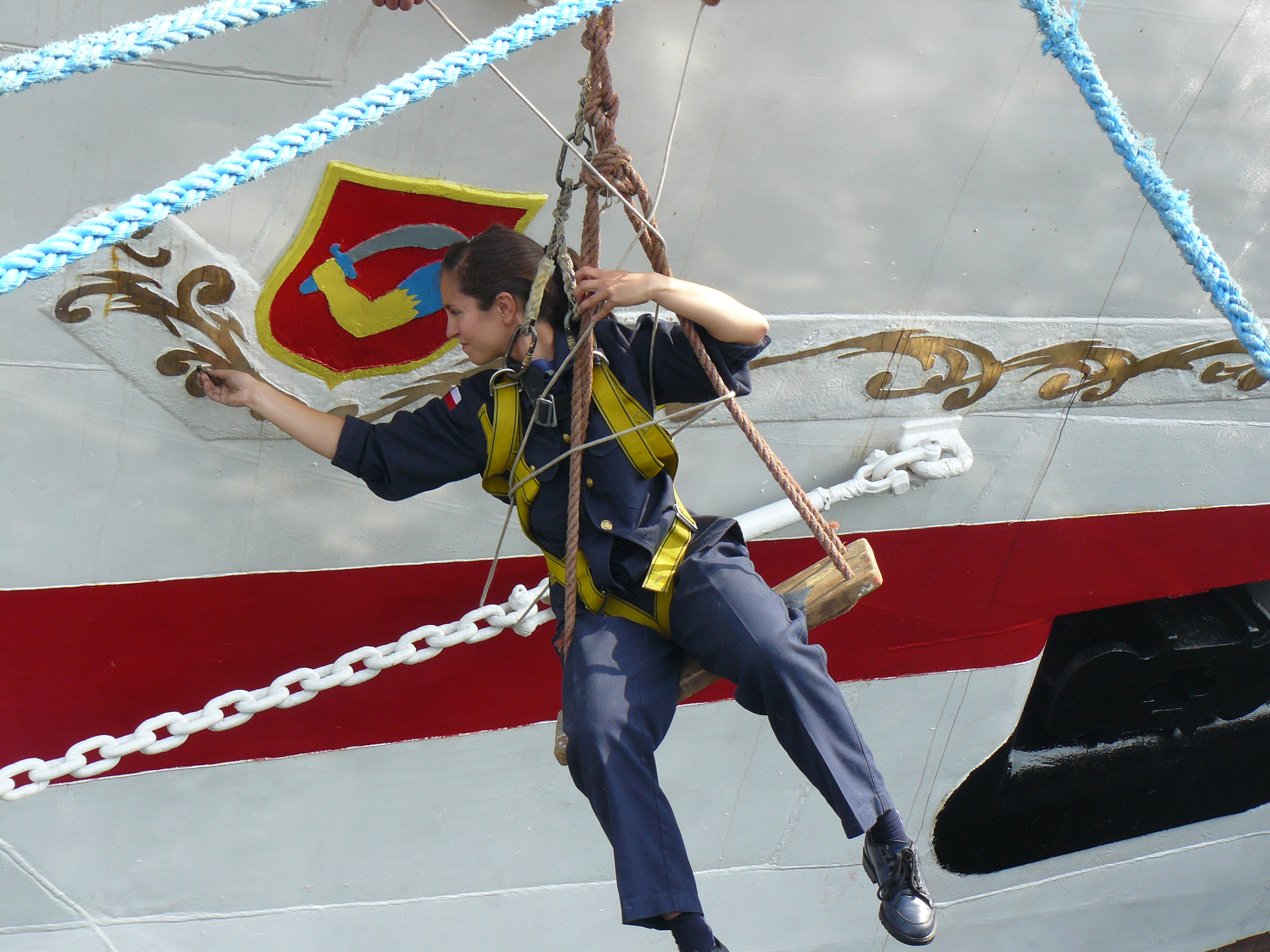
ORP Iskra: tripulant en acció

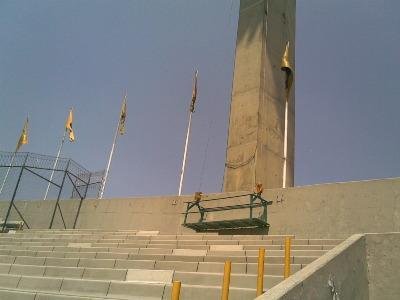
Guindola-bastida (construcció)

Una guindola o cadira del nostramo (traducció de l'anglès bosun's chair) és un dispositiu consistent en una taula utilitzat per suspendre a una persona d'una corda per realitzar treballs, generalment en un vaixell, amb el qual els mariners poden treballar al costat del vaixell o en l'aparell, a les parts altes de la eixàrcia.
Originalment era tan sols una taula curta o una banda de lona gruixuda, encara que moltes cadires de contramestre modernes incorporen dispositius de seguretat similars als que es troben en els arnesos d'escalada, com clips de seguretat i cables addicionals.
Apart de les aplicacions nàutiques per a les que van ser desenvolupades, les guindoles també s'utilitzen per treballar penjat a certa altura en diverses indústries de manteniment. En la neteja comercial de finestres, el terme guindola descriu dispositius suspesos d'un cable, alguns equipats amb panells de seient per a vàries persones, com ara aparells de descens controlat únic (CDAs).
Als Estats Units la Bosun 's Chair s'ha convertit un esdeveniment de competició en algunes Sea Scout Regattas com l'Old Salt's Regatta i l'Ancient Mariner's Regatta.

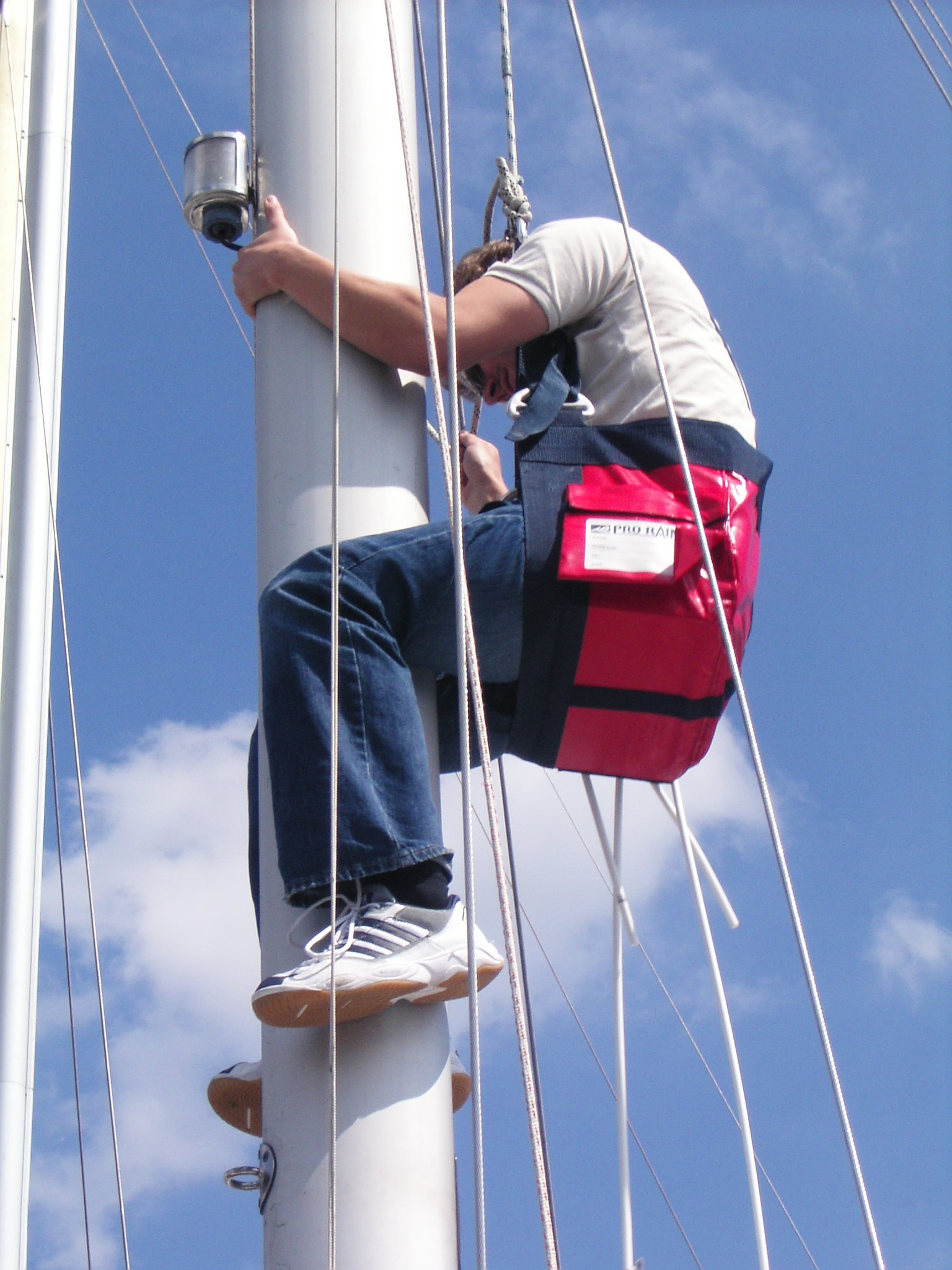
Mariner en una guindola moderna amb pestanyes i butxaques per a eines i recanvis

## Descripció
Per poder realitzar reparacions o manteniment en l'aparell o al pal, se sol hissar un tripulant emprant una drissa subjecta al límit del pal. En els iots, actualment ja no s'usen seients de taules, sinó un seient de lona especial amb corretges o tires de lona. Aquests seients tenen a més pestanyes i butxaques per a eines i recanvis (vegeu fotografia).
El "seient" es penja de la part superior del pal mitjançant una drissa, a part cal assegurar-la amb un lligam contra el balanceig excessiu a la part inferior, per sota del centre de gravetat. Ha d'anar enganxat, a nivell de la cintura, a l'arnès del tripulant (si n'hi ha) per sostenir-lo i evitar que caigui.
Suspendre a un home del pal d'un vaixell amb una guindola, és un dels treballs amb més responsabilitat tant a la vela esportiva com en l'entorn professional. Es necessiten almenys dos homes, fins i tot quan es fan servir cabrestants. En els vaixells a motor, s'usa per reparar els cops i l'òxid de les parets laterals, la feina és més fàcil i pot usar-se un tauler llarg en el qual poden seure diversos operaris.

## Galeria

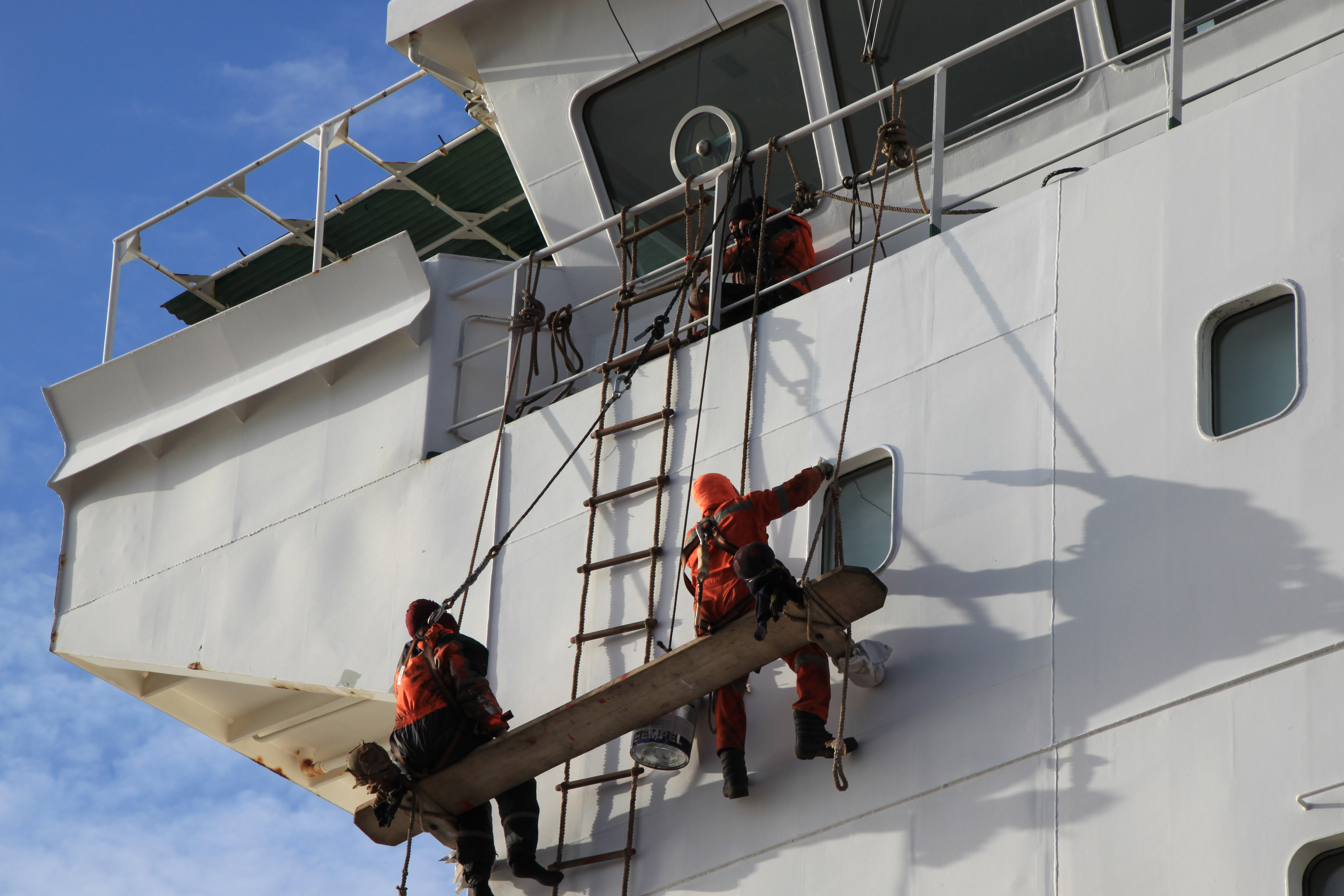
Guindola de tauler llarga, capaç de suportar varis treballadors
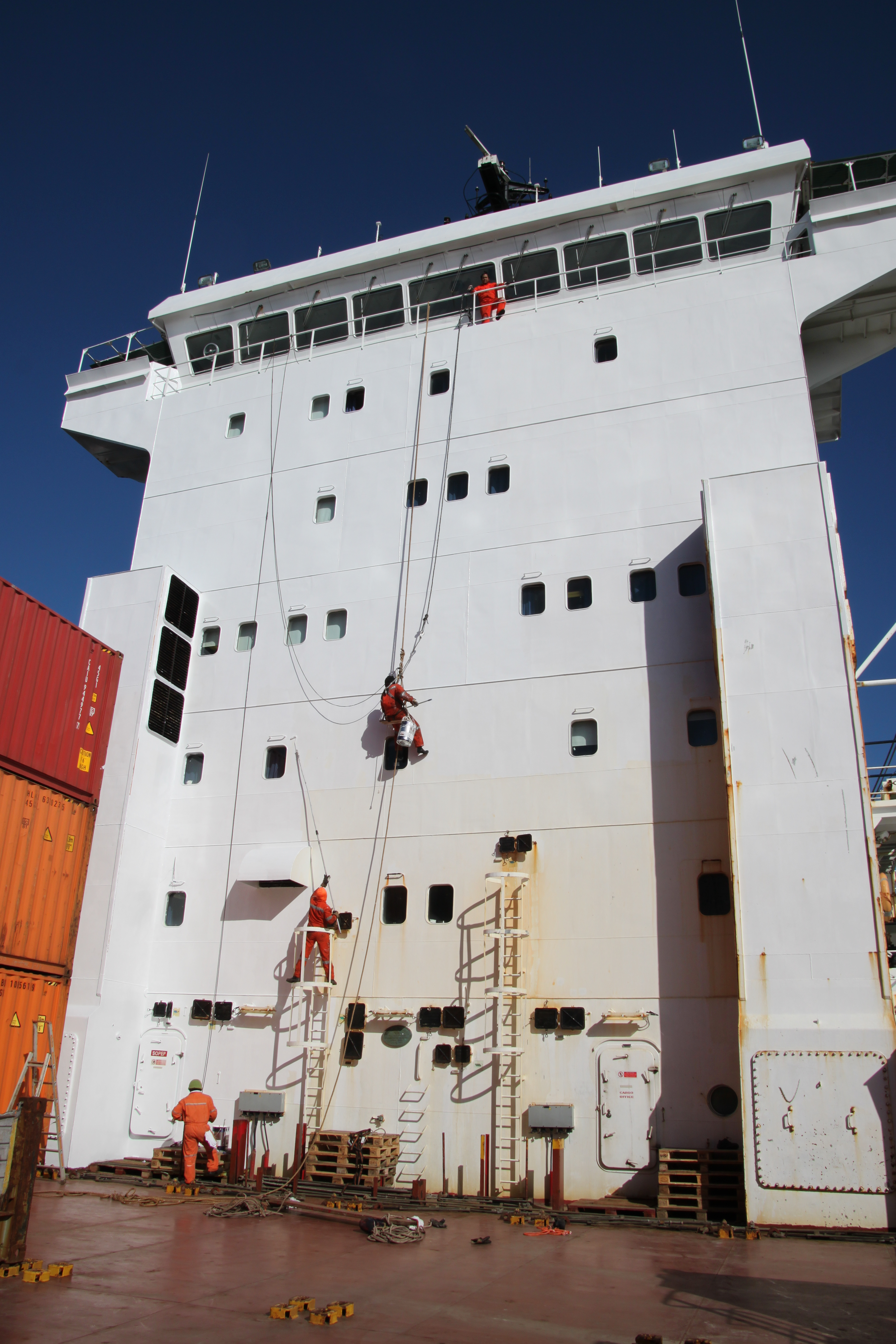
Guindola simple per pintar la superestructura d'un portacontenidors
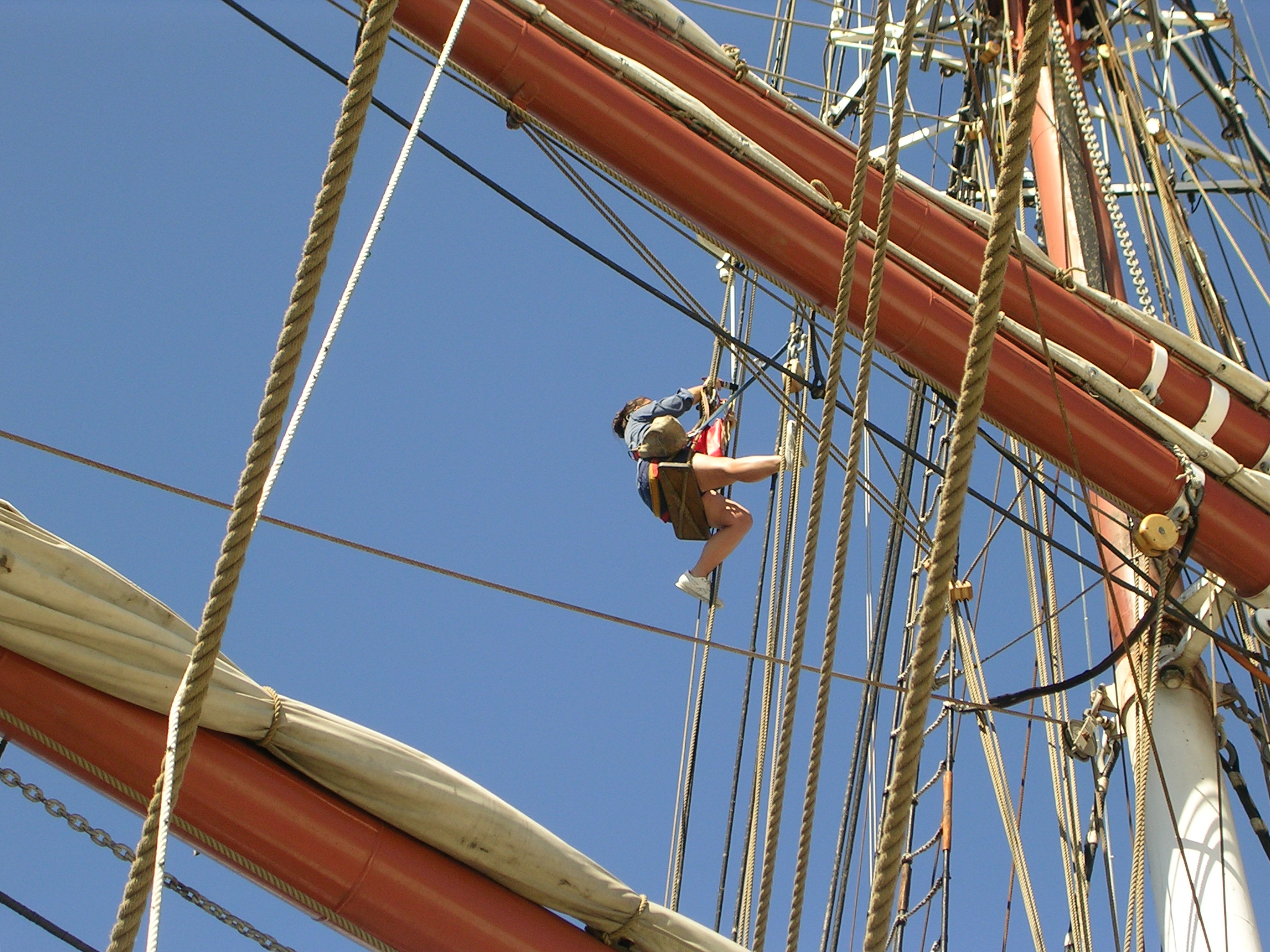
Contramaestre en una guindola, reajustant un backstay en el Prince William després d'una reparació menor.
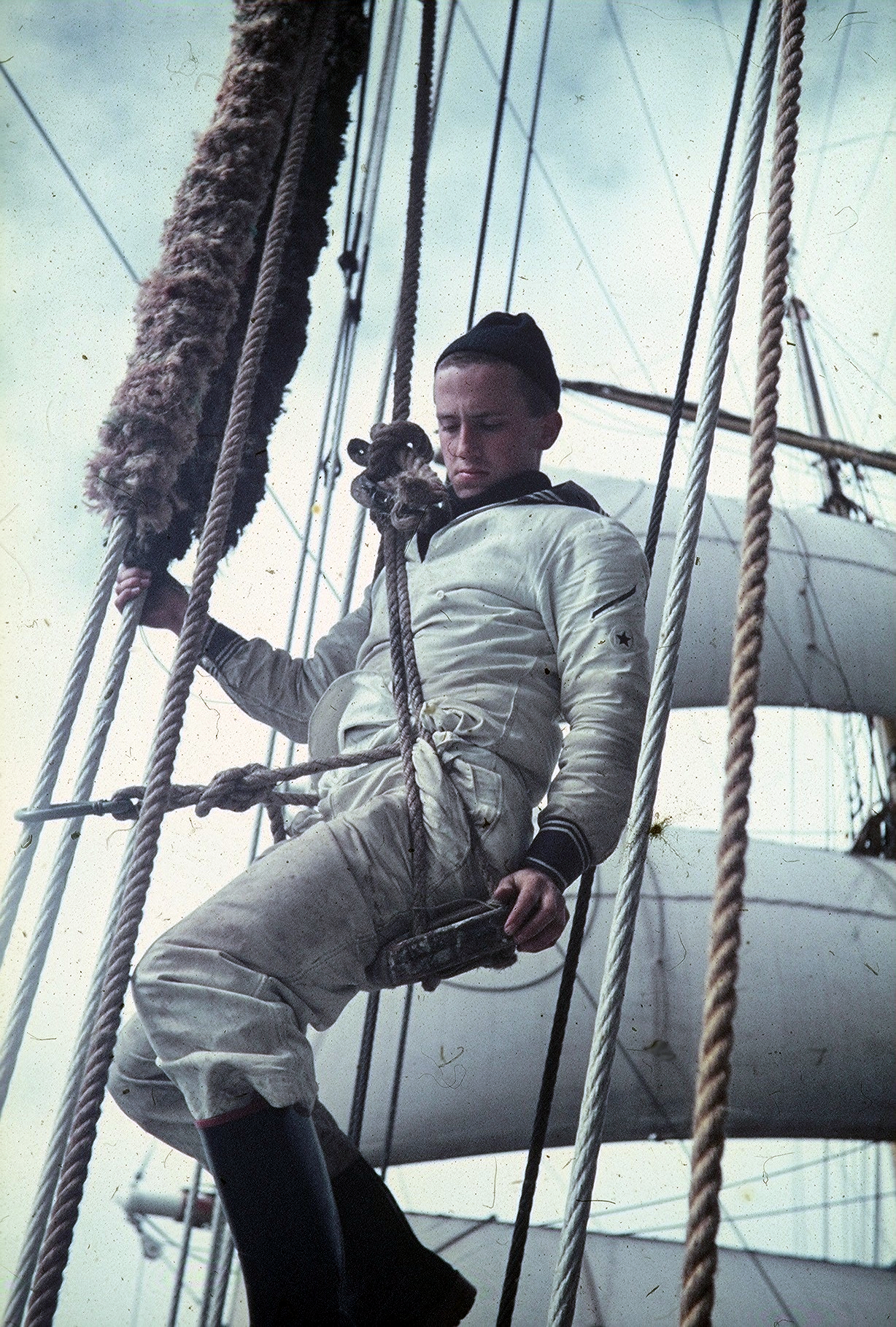
Mariner en una guindola al pal d'un veler, amb aparell de creu
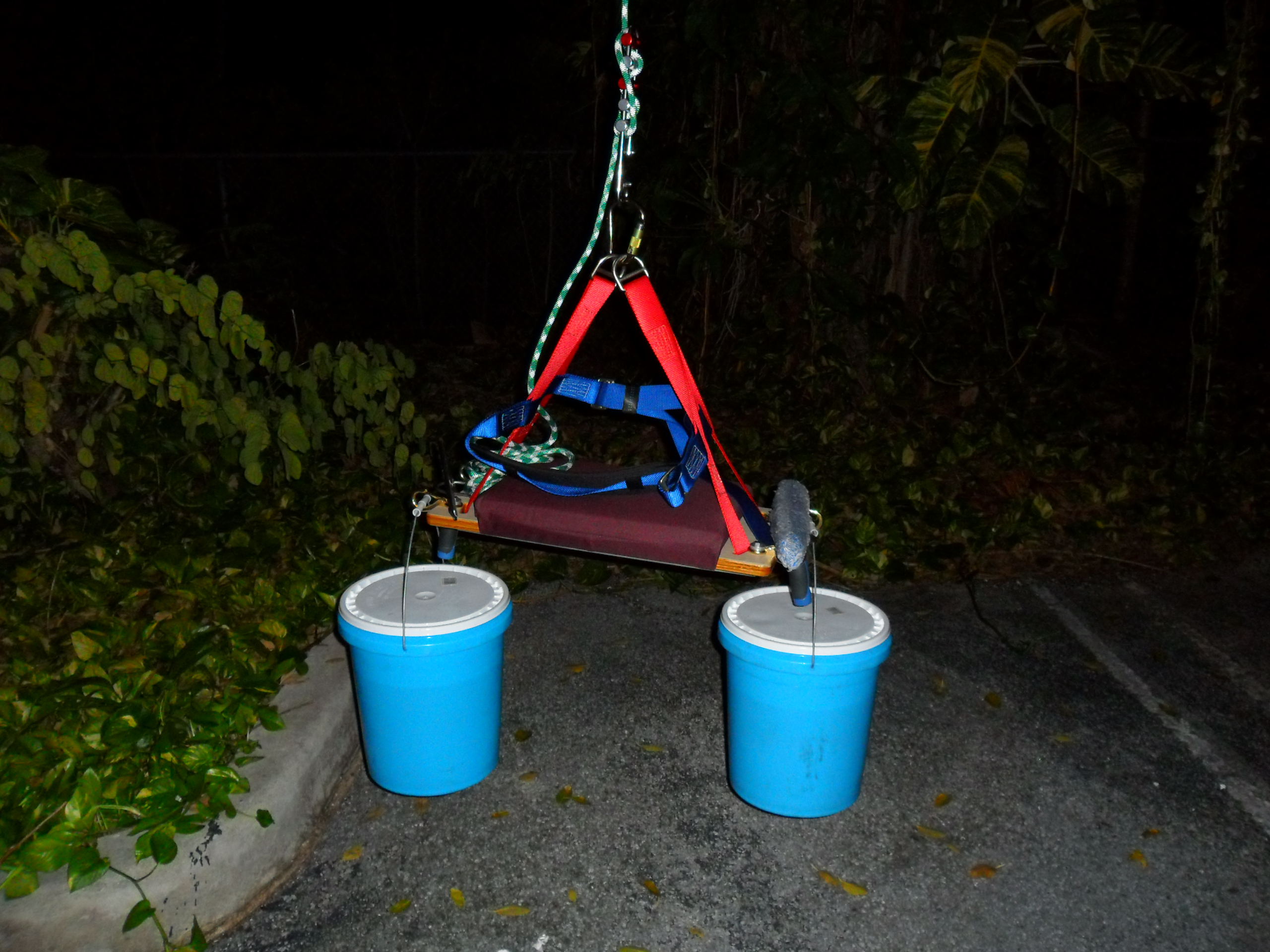
Una guindola per a netejar finestres connectada a un sistema de corda única